# پلومبن
پلومبن (اندونزیایی: Plumbon) شهری در استان جاوه غربی کشور اندونزی است. جمعیت این شهر بر اساس سرشماری سال ۱۹۹۰ میلادی، ۵۵٫۵۷۲ نفر و بر اساس سرشماری سال ۲۰۰۰ میلادی، ۱۲۲٫۵۵۱ بوده که در سال ۲۰۰۷ میلادی به ۱۹۰٫۸۶۱ نفر افزایش یافته‌است.